# Kaiserschnitt
Der Kaiserschnitt, lateinisch Sectio caesarea (von lateinisch sectio ‚Schnitt‘ und caesarea ‚kaiserlich‘, eigentlich von caedere, ‚hauen, heraushauen, ausschneiden, aufschneiden‘; caedere ventrem, ‚den Bauch aufschneiden‘, bedeutet „den Kaiserschnitt machen“), oder die (abdominale) Schnittentbindung ist die mit einem Einschnitt in die Bauchdecke und die Gebärmutter der Mutter durchgeführte chirurgische Entbindung von Föten. Dazu wird ein Unterbauch-Querschnitt direkt oberhalb des Mons veneris (Pfannenstielschnitt nach Johannes Pfannenstiel) vorgenommen oder – in deutschsprachigen Ländern seltener – ein Schnitt vom Bauchnabel entlang der Linea alba zur Schambeinfuge (Längslaparotomie).

## Wortherkunft
Laut dem römischen Schriftsteller Plinius (Naturalis historia 7, 47) leitet sich der Name Caesar vom Partizip Perfekt des lateinischen Wortes caedere („ausschneiden“), caesus („geschnitten“), ab. Johannes Melber formuliert dazu 1482: „Cesar keiser, sic dictus, quod ex ventre matris cesus“ („Cäsar, Kaiser, so genannt, da er aus dem Bauch der Mutter geschnitten“). Caesus ist auch verwandt mit Zäsur (von lateinisch caesura, ‚Schnitt‘, ‚Einschnitt‘). Da aus Caesar das Wort und der Begriff Kaiser entstand, wurde (über mittellateinisch sectio caesaria) aus der sectio caesarea („cäsarischer Schnitt“) das Wort Kaiserschnitt. Im englischen und französischen Sprachraum heißt der Eingriff noch heute Caesarean section und césarienne.

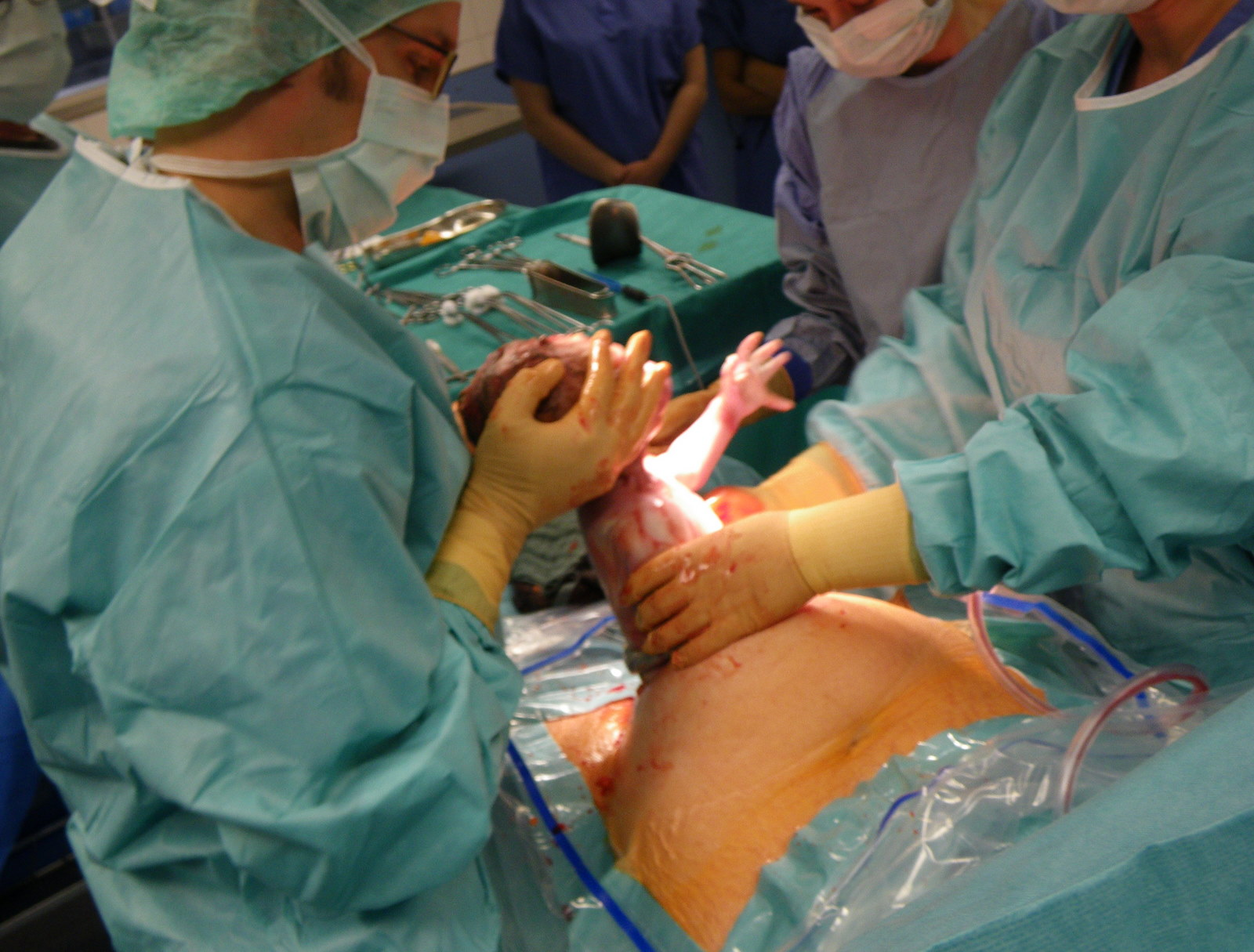
Entwickeln des Kindes

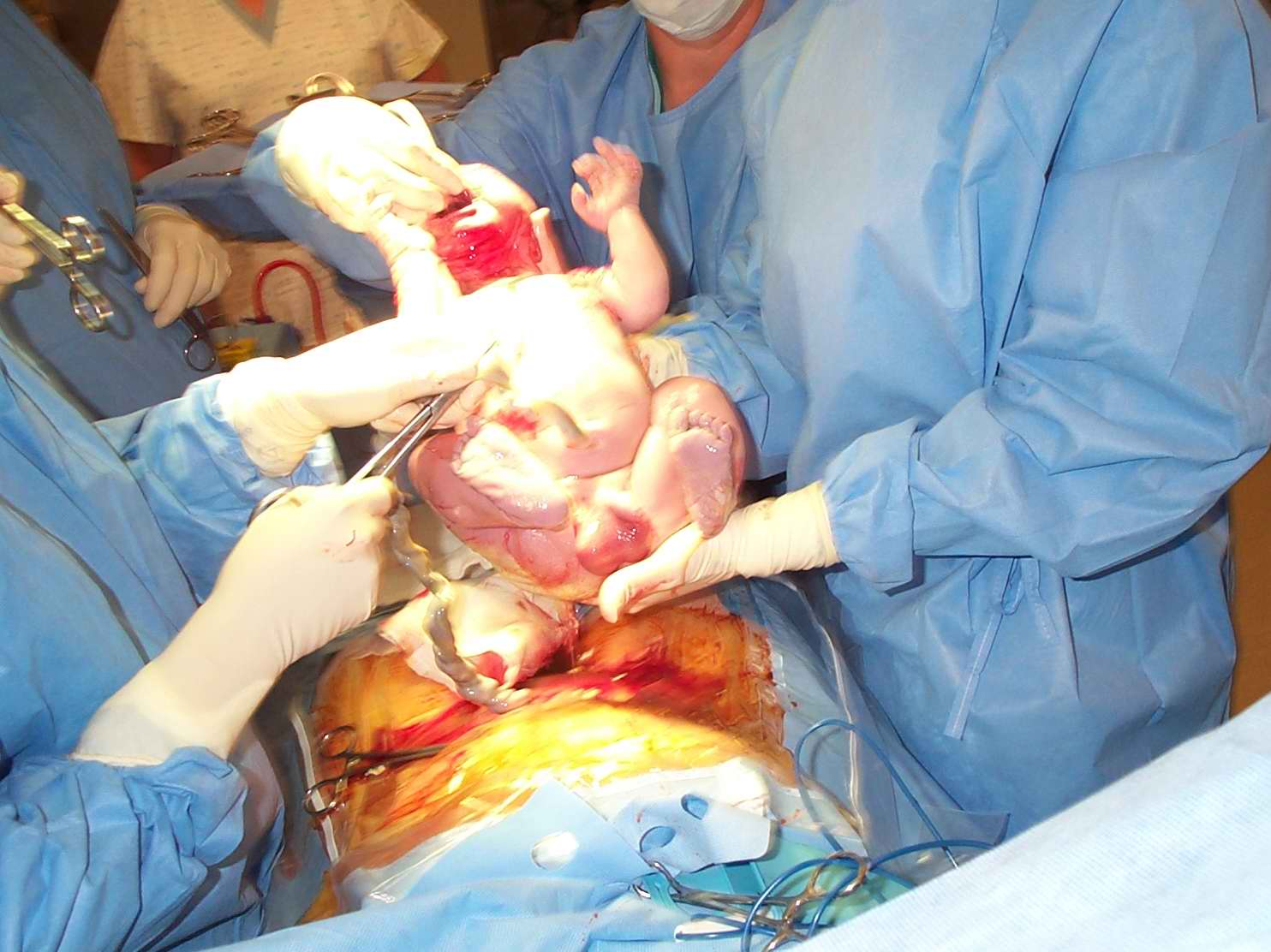
Absaugen des Mundraums und Abnabelung

## Primärer und sekundärer Kaiserschnitt, Indikationen
Generell unterscheidet man zwischen einem primären Kaiserschnitt und einem sekundären Kaiserschnitt.
- Ein primärer Kaiserschnitt ist im Rahmen des Geburtsmodus geplant und die Geburt hat noch nicht begonnen, das heißt, es gab weder einen Blasensprung noch haben muttermundwirksame Wehen eingesetzt. Auch der sogenannte Wunschkaiserschnitt ist ein primärer Kaiserschnitt. Es gibt absolute (unbedingt nötig) und relative (situationsabhängig) Indikationen für einen primären Kaiserschnitt; absolute Indikationen sind zum Beispiel: eine regelwidrige Lage des Kindes (z. B. Querlage), Lebensgefahr für Mutter oder Kind z. B. ein (drohender) Gebärmutterriss, spezielle Vorerkrankungen der Mutter (z. B. schwere Wirbelsäulenverletzungen) oder des Kindes (z. B. Bauchdeckendefekte); zu den relativen Indikationen zählen unter anderem: Verdacht auf ein Missverhältnis zwischen der Größe des Kindes und dem Durchmesser in der Beckenenge des Geburtskanals, der Zustand nach einem Kaiserschnitt und die Beckenendlage (die unter der Betreuung von erfahrenen Geburtshelfern vaginal geboren werden kann).
- Von einem sekundären Kaiserschnitt spricht man, wenn die Geburt bereits begonnen hat, das heißt, wenn die Fruchtblase gesprungen ist oder es zu muttermundswirksamen Wehen kommt, unabhängig vom Schwangerschaftsalter. Er führt deshalb auch zu den meisten mütterlichen und kindlichen Komplikationen, die unter der Geburt auftreten können und dazu führen, dass die Geburt nicht mehr gefahrlos fortgeführt werden kann. Indikationen dafür sind zum Beispiel: Geburtsstillstand auf Grund einer mangelnden Drehung des kindlichen Kopfes, auffällige Herztöne, das Auftreten eines schwangerschaftsinduzierten Hypertonus oder Kindslagen, die die Geburt schwierig bis unmöglich machen, wie beispielsweise die Gesichtslage, oder eine fetale Azidose.[5]

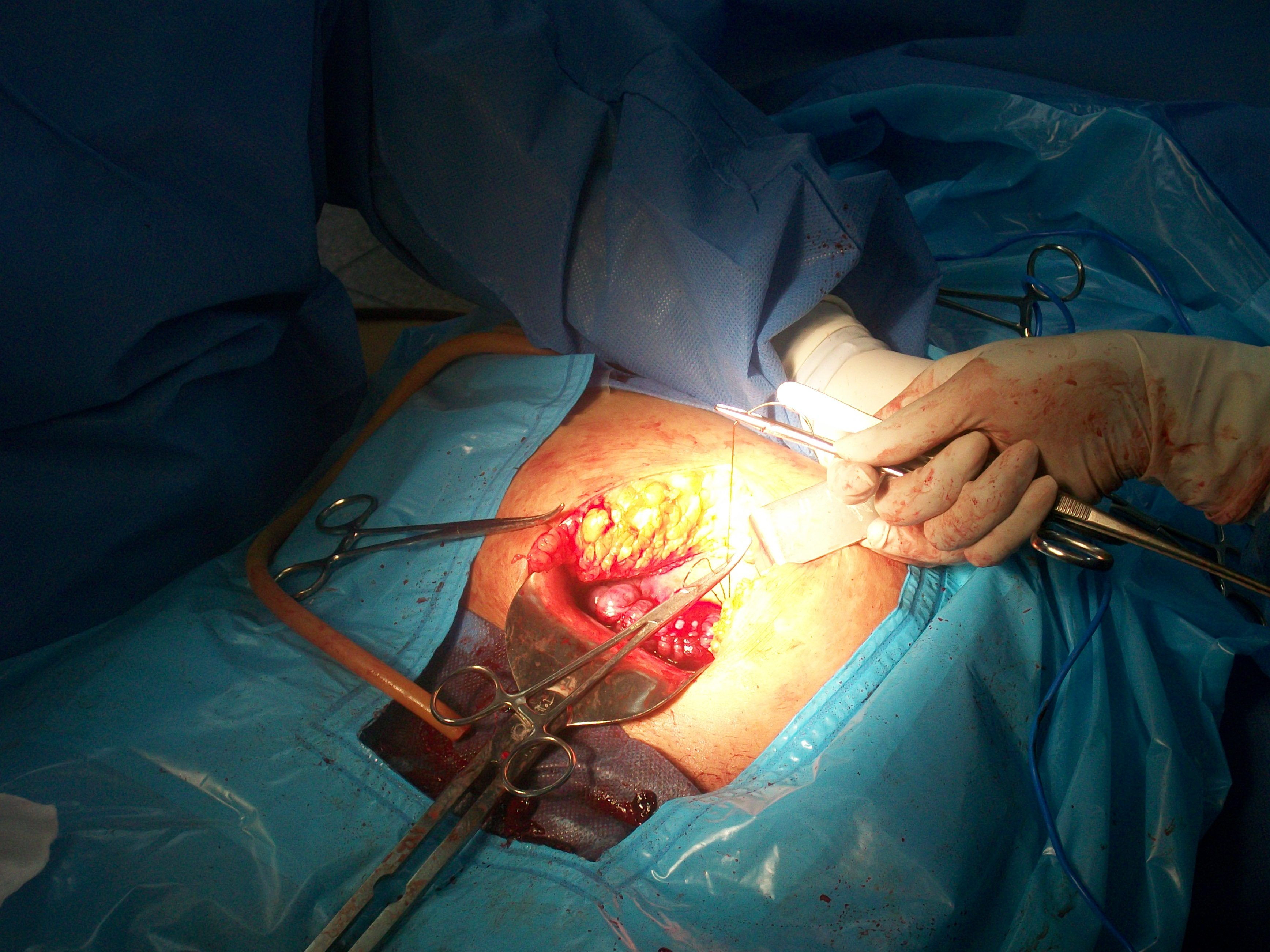
Situs nach Uterusnaht

Etwa 10 % aller Kaiserschnittentbindungen in Deutschland entfallen auf absolute Indikationen, hingegen werden ca. 90 Prozent aufgrund von relativen entschieden.

## Notkaiserschnitt
Ein Notkaiserschnitt (Notsectio) kann primär oder sekundär erfolgen. Der Ausdruck bezieht sich lediglich auf die Dringlichkeit und damit auf die Gefahr, die für Mutter und/oder Kind besteht. Gründe für einen Notkaiserschnitt sind zum Beispiel eine vorzeitige Plazentalösung, ein Nabelschnurvorfall, eine Uterusruptur, eine Uterustorsion, ein Krampfanfall im Rahmen einer Eklampsie, ein kindlicher Sauerstoffmangel, erkennbar z. B. an einem Rückgang der kindlichen Herzfrequenz  („Herztonabfall“) auf niedrige Werte (pathologisches CTG) sowie eine Blutung bei Placenta praevia.
Eine Notsectio erfolgt in Vollnarkose (schnellste Form der Anästhesieeinleitung) und unter Weglassen der üblichen Vorbereitungen (Rasur, Legen eines Blasenkatheters, ausführliche Desinfektion der Haut). Der Zeitraum zwischen Entscheidung zur Notsectio und Entbindung des Kindes sollte nur wenige Minuten betragen, 20 Minuten aber auf keinen Fall überschreiten.

## Wunschkaiserschnitt
Wurde diese Operation früher fast ausschließlich aus medizinischen Gründen durchgeführt, wenn eine Geburt über die Scheide für Mutter oder Kind zu gefährlich erschien, so wird heutzutage etwa jedes dritte Kind in Deutschland per Kaiserschnitt entbunden anstatt durch den Geburtskanal, wobei es große regionale Unterschiede (Kaiserschnittraten liegen zwischen 17 % und über 50 %) gibt, welche „medizinisch nicht erklärbar“ sind.
Der starke Anstieg auf durchschnittlich 31,9 % wird kontrovers diskutiert, zumal die WHO eine Kaiserschnittentbindung in nur etwa 10–15 % der Geburten medizinisch indiziert sieht.
Etwa zwei Prozent der Kaiserschnitte in Deutschland erfolgen ohne medizinische Indikation („Wunschkaiserschnitt“; siehe dort für Vor- und Nachteile gegenüber einer vaginalen Geburt). In anderen Ländern, z. B. Brasilien (54,6 % im Jahr 2017), China, Mexiko (45,2 % im Jahr 2017), ist die Wunschkaiserschnittrate deutlich höher.

## Anästhesieverfahren
Der Kaiserschnitt kann unter rückenmarksnaher Regionalanästhesie (Spinalanästhesie oder Periduralanästhesie) oder auch unter Allgemeinanästhesie (Narkose) vorgenommen werden. Während noch bis in die 1990er Jahre in Deutschland die Häufigkeit der Vollnarkose überwog, begannen sich spätestens um die Jahrtausendwende die rückenmarksnahen Verfahren eindeutig durchzusetzen. Was die Regionalverfahren selbst betrifft, so wurde bis in die 1990er Jahre großenteils die Periduralanästhesie bevorzugt, weil die damals verwendeten Spinalnadeln verhältnismäßig häufig mit sogenannten postpunktionellen Kopfschmerzen verbunden waren und die Periduralanästhesie schon zuvor als beste und für das Kind gefahrlos anzuwendendes Verfahren galt. Durch die Entwicklung moderner dünner Spinalnadeln konnte dieses Problem jedoch minimiert werden, wodurch das Pendel inzwischen eindeutig zugunsten der Spinalanästhesie umschlug. Beim Kaiserschnitt kommt in Deutschland laut einer Erhebung von 2015 in über 85 Prozent der Fälle die Spinalanästhesie zum Einsatz; die Periduralanästhesie wird in der Regel nur noch dann angewendet, wenn bereits zuvor ein Periduralkatheter zur Geburtserleichterung für eine vaginale Entbindung gelegt worden ist, der dann bei doch notwendiger sekundärer Schnittentbindung mit Lokalanästhetikum beschickt wird.
Rein durch die Anästhesie bedingte mütterliche Todesfälle im Zusammenhang mit einem Kaiserschnitt sind heutzutage extrem selten, jedoch bei der Narkose geringfügig häufiger als bei der Regionalanästhesie.
Bei bestimmten Vorerkrankungen der Patientin verbietet sich eine Regionalanästhesie (zum Beispiel bei Gerinnungsstörungen oder Hautinfektionen am Punktionsort). Auch die Ablehnung des Verfahrens durch die Patientin gilt als Kontraindikation, wobei eine vorherige abwägende Darlegung der Vor- und Nachteile der Verfahren als obligater Bestandteil der informierten Einwilligung (engl.: informed consent) vorausgesetzt wird.
Bei den Regionalanästhesieverfahren kann die Mutter ihr Kind unmittelbar nach der Entbindung sehen. Fällt die Entscheidung für einen Kaiserschnitt kurzfristig, etwa infolge auftretender Komplikationen bei der natürlichen Geburt, so wird eine sogenannte „eilige Sectio“ durchgeführt. In dringendsten Fällen erfolgt eine „Notsectio“ in Allgemeinanästhesie.

## Komplikationen und Folgen

### Komplikationen
- Verletzungen benachbarter Organe oder Strukturen
- Blutverlust durch Atonie (unzureichende Kontraktion der Gebärmutter)
- Wundheilungsstörungen, Infektionen, Verwachsungen, Narbenbruch, Narbenwucherung
- Thrombose und daraus folgende Lungenembolie, ggf. Notwendigkeit der Gebärmutterentfernung
- Verletzungen während der Entwicklung des Kindes, wie Schürfungen, Schnitte und Brüche (selten)

### Mögliche Folgen für Mutter und Kind
- Respiratorische Anpassungsstörungen[24]
- Verzögerte Rückbildung der Gebärmutter, verzögerter Milcheinschuss (verspäteter Beginn der Stillphase)
- Narbenendometriose
- geringere Fruchtbarkeit, auch physisch begründet
- Risiko eines Gebärmutterrisses bei einer Folgeschwangerschaft, besonders im Narbenbereich
- Verwachsungen des Mutterkuchens bei einer Folgeschwangerschaft im Narbenbereich (mit dem Risiko einer erhöhten Blutungsneigung)
- Psychische Probleme
- Vermehrtes Auftreten von Ekzemen, Allergien,[25] Asthma[26] und Stoffwechselstörungen wie Adipositas und Diabetes mellitus im späteren Leben des Neugeborenen.[27] Als Grund wird eine schützende Prägung des Immunsystems beim Kind infolge des Kontaktes mit der Scheidenflora beim Durchtritt durch den Geburtskanal vermutet, deren Fehlen beim Kaiserschnitt eine Dysbiose der Schleimhäute des Neugeborenen zur Folge hat. Neuesten Studien zufolge ist allerdings auch eine operative vaginale Geburt (mittels Zange oder Vakuum) ein Risikofaktor für allergische Erkrankungen, so dass noch weitere, bisher nicht identifizierte Faktoren im Spiel sein müssen.[28]

## Stillen
Stillen ist nach einem Kaiserschnitt genauso möglich wie nach einer vaginalen Geburt; meist dauert es allerdings etwa einen Tag länger, bis die Milch einschießt. Das gesunde Kind hat für diese Zeit normalerweise genügend eigene Reserven, muss also nicht zugefüttert werden. Jede Frau in Deutschland hat nach der Geburt ihres Kindes acht Wochen lang ein Recht auf den – anfangs täglichen – Besuch einer Hebamme bei sich zu Hause. Bei Stillproblemen kann die Hebamme auch darüber hinaus Hilfe leisten. Stillfreundliche Schmerzmittel, also solche, die nicht in die Muttermilch übergehen, sind in den Tagen nach der Geburt oft unerlässlich wegen der Bauchwunde. Gynäkologen dürfen eine Haushaltshilfe für die schwierigere Anfangszeit verschreiben.

## „Sanfter“ Kaiserschnitt
Moderne, schonendere Operationsverfahren wie die Misgav-Ladach-Methode haben die Liegezeit im Krankenhaus auf wenige Tage verkürzt. Bei dieser Methode wird das Schneiden des Muskelgewebes stark reduziert. Stattdessen werden die Bauchdecke und die Gebärmutter durch Dehnen und Reißen des Gewebes so weit geöffnet, dass das Kind entnommen werden kann. Es hat sich gezeigt, dass der Blutverlust so minimiert und die entstandene Operationswunde schneller und komplikationsärmer heilt als die aus der herkömmlichen Operationstechnik resultierende Wunde. Zudem geht der „sanfte“ Kaiserschnitt schneller vonstatten und gilt als kurzer Eingriff. Auf die Größe der Bauchwunde hat die Misgav-Ladach-Methode jedoch keinen Einfluss.

## Statistische Entwicklung und Gründe
Nachdem sich die Kaiserschnittrate in Deutschland seit 1991 nahezu verdoppelt hatte, ist seit etwa 2013 eine minimal rückläufige Tendenz zu beobachten. Im Jahr 2020 lag die Rate bei 29,7 %. Dabei gibt es erhebliche Unterschiede unter den Bundesländern; die höchste Kaiserschnittrate wies Schleswig-Holstein auf, während Berlin am unteren Ende der Skala lag.
Nach Angaben der Weltgesundheitsorganisation ist bei höchstens 10 % aller Geburten ein Kaiserschnitt aus medizinischen Gründen notwendig; die Gründe für die aus dieser Sicht unnötig hohe Rate an Kaiserschnitten ist vielfältig. Ein Teil der Frauen wünscht sich laut Befragungen einen Kaiserschnitt aus Angst vor Schmerzen und Kontrollverlust oder auch in der Annahme, ein Kaiserschnitt sei sicherer für Mutter und Kind als eine natürliche Geburt. Schließlich spielt mitunter auch die – nicht in jedem Fall völlig unbegründete – Furcht vor einer Störung des sexuellen Lustempfindens infolge anatomischer Veränderungen (i. S. einer unvollständigen Rückbildung des erweiterten Geburtskanals: „Lost-Penis-Syndrom“) im Gefolge einer natürlichen Geburt eine Rolle; mit dem Schüren dieser Befürchtung wird unter anderem in den USA und Brasilien für Kaiserschnittentbindungen geworben (z. B. unter dem Slogan: „Save your love channel – take a cesarean“ – dt.: „Rette deinen Liebeskanal, nimm einen Kaiserschnitt“); Die hohen Kaiserschnittraten in diesen Ländern sollen wesentlich darauf zurückgehen.
Ein weiterer Grund für die verhältnismäßig hohe Rate an Kaiserschnitten in Deutschland ist indes auch in einer großzügigen Indikationsstellung durch die Geburtshelfer aus Furcht vor haftungsrechtlichen Konsequenzen zu sehen. Eine Befragung von rund 4.200 bei der BARMER GEK versicherten Mütter durch die Bertelsmann-Stiftung im Februar 2012 ergab nämlich, dass „die Sectiorate ohne medizinische Indikation […] bei weniger als zwei Prozent“ lag. Vielmehr sei laut dieser Studie eine „Tendenz zur (vermeintlichen) Risikovermeidung“ auszumachen, da die Risikoorientierung von Gynäkologen, sowohl während der Schwangerschaftsbegleitung als auch unter der Geburt, aus haftungsrechtlichen Gründen in einer „defensiven Geburtsmedizin“ resultiere. Sollten diese Zahlen repräsentativ sein, würde das bedeuten, dass mehr als die Hälfte aller medizinisch begründeten Kaiserschnitte – gemessen an den WHO-Angaben – eigentlich nicht gerechtfertigt war.
Im Einzelnen lässt das erhöhte Risiko von Geburtsschäden nach problematischen Schwangerschaften (zum Beispiel großer Kopfumfang, Querlage, Frühgeburtlichkeit, auch Beckenendlage) die Geburtshelfer im Zweifelsfall eher zum Kaiserschnitt tendieren. Als weiterer Grund für die hohe Kaiserschnittquote gilt auch das immer höhere durchschnittliche Geburtsgewicht in den Industriestaaten, das offenbar vorwiegend auf die veränderten Ernährungsgewohnheiten zurückzuführen ist. Möglicherweise besteht ein Zusammenhang mit unerkanntem Gestationsdiabetes. Bei einem absehbaren Geburtsgewicht von deutlich über vier Kilogramm wird zunächst versucht, die Geburt mit Hormonen einzuleiten. Wenn dies nicht gelingt, wird meist ein Kaiserschnitt durchgeführt. Ab einem absehbaren Geburtsgewicht von 4000 Gramm ist der Arzt zur Vermeidung einer Haftung wegen Aufklärungsmangels nach Ansicht des Oberlandesgerichts Frankfurt am Main zumindest dann, wenn weitere Risikofaktoren vorliegen, verpflichtet, auf die Möglichkeit der Kaiserschnittgeburt hinzuweisen.
Im deutschlandweiten Vergleich sind die Unterschiede zwischen den einzelnen Landkreisen und Städten teils eklatant. Als wichtigster Einflussfaktor für diese Unterschiede wird das unterschiedliche Vorgehen der jeweils verantwortlichen Geburtshelfer (Klinikchefs) hinsichtlich der sogenannten relativen Indikationen für einen Kaiserschnitt angeführt. Dagegen können laut einer Studie der Bertelsmann-Stiftung häufig genannte „Faktoren – wie die Altersstruktur der Mütter, der Bildungsstand, eine unterschiedliche Verteilung von Früh- oder Mehrgeburten, von Kindern mit besonders hohem Geburtsgewicht oder mütterliche (Grund-) Erkrankungen – […] das beobachtete Ausmaß des Anstiegs und der regionalen Variation der Kaiserschnittrate nicht erklären.“
| Jahr | Entbundene Frauen | davon durch Kaiserschnitt | Anteil |
| ---- | ----------------- | ------------------------- | ------ |
| 1991 | 822.842           | 126.297                   | 15,3 % |
| 1992 | 797.784           | 128.991                   | 16,2 % |
| 1993 | 785.183           | 132.334                   | 16,9 % |
| 1994 | 757.693           | 131.351                   | 17,3 % |
| 1995 | 749.086           | 131.921                   | 17,6 % |
| 1996 | 778.900           | 140.184                   | 18,0 % |
| 1997 | 795.724           | 147.314                   | 18,5 % |
| 1998 | 766.508           | 149.723                   | 19,5 % |
| 1999 | 750.617           | 152.612                   | 20,3 % |
| 2000 | 746.625           | 160.183                   | 21,5 % |
| 2001 | 715.136           | 161.548                   | 22,6 % |
| 2002 | 698.410           | 170.249                   | 24,4 % |
| 2003 | 687.508           | 175.341                   | 25,5 % |
| 2004 | 682.767           | 183.122                   | 26,8 % |
| 2005 | 664.597           | 183.346                   | 27,6 % |
| 2006 | 652.642           | 186.889                   | 28,6 % |
| 2007 | 664.454           | 194.526                   | 29,3 % |
| 2008 | 662.783           | 200.452                   | 30,2 % |
| 2009 | 644.274           | 201.480                   | 31,3 % |
| 2010 | 656.390           | 209.441                   | 31,9 % |
| 2011 | 642.197           | 206.012                   | 32,1 % |
| 2012 | 653.215           | 206.919                   | 31,7 % |
| 2013 | 642.197           | 206.012                   | 32,1 % |
| 2014 | 692.096           | 220.340                   | 31,8 % |
| 2015 | 716.539           | 222.919                   | 31,1 % |
| 2016 | 761.777           | 232.479                   | 30,5 % |
| 2017 | 762.343           | 232.505                   | 30,5 % |
| 2018 | 757.878           | 220.343                   | 29,1 % |
| 2019 | 748,492           | 221.709                   | 29,6 % |
| 2020 | 743.899           | 222.740                   | 29,7 % |
| 2021 | 765.694           | 236.869                   | 30,9 % |

Quelle: Statistisches Bundesamt
Im internationalen Vergleich lag Deutschland 2019 mit 30 % Kaiserschnitten im oberen Drittel von 26 OECD-Staaten, gleichauf mit Großbritannien. Eine besonders niedrige Kaiserschnittrate wurde mit 15 % aus Israel sowie 16 % aus Norwegen und Island gemeldet, während in der Türkei 54 von 100 Lebendgeborenen durch Kaiserschnitt zur Welt kamen. Höhere Raten als in Deutschland waren auch in Polen (39 %), Ungarn (38 %) und Italien (33 %) zu verzeichnen.
In den Vereinigten Staaten existieren regionale Unterschiede von 200 bis 300 Prozent in den Raten von primären Kaiserschnitten, die von der deutschen Bundesregierung durch unterschiedliche Entscheidungen von Geburtshelfern und einen Mangel an Leitlinien zur klinischen Entscheidungsfindung erklärt werden.

## Vaginale Geburt nach Kaiserschnitt
Unter Berücksichtigung aller Risiken sei nach einem vorangegangenen Kaiserschnitt eine vaginale Geburt (auch VBAC: vaginal birth after cesarean) einem erneuten Kaiserschnitt (Re-Sectio) vorzuziehen und soll daher auch laut WHO gefördert werden: eine Rate von wiederholten Kaiserschnitten von über 60 % sei nicht zu rechtfertigen; 75 % Vaginalgeburten nach Kaiserschnitt sollen angestrebt werden. Die Auffassungen über die Frage, ob nach einem Kaiserschnitt noch eine vaginale Geburt möglich ist, haben sich im Laufe der Zeit gewandelt. Dies liegt vor allem daran, dass zum Herausholen des Kindes (in der Fachsprache „Kindsentwicklung“) die Gebärmutter in der Regel nicht mehr durch einen vertikalen (Uteruslängsschnitt), sondern durch einen horizontalen Schnitt eröffnet wird (quere Uterotomie), was das Risiko eines Gebärmutterrisses bei einer Folgeschwangerschaft und insbesondere bei den mechanischen Belastungen einer physiologischen Geburt deutlich verringert hat (6–12 % nach Längsschnitt im Vergleich zu 0,5 % nach Querschnitt). Dennoch ist das Risiko immer noch deutlich höher als bei einer vorangegangenen vaginalen Geburt. Galt vor einigen Jahren noch die Regel „einmal Kaiserschnitt, immer Kaiserschnitt“, so wird es werdenden Müttern nach einem vorangegangenen Kaiserschnitt bei ansonsten unproblematischen Schwangerschaften und Fehlen von Zusatzkriterien wie Narbenschmerzen heute oft zur Wahl gestellt, ob sie vaginal oder erneut per Kaiserschnitt gebären möchten.
Es konnte nicht belegt werden, dass eine kontinuierliche CTG-Ableitung in der Wehenphase einer weiteren Geburt nach vorangegangenem Kaiserschnitt den Geburtsausgang positiv beeinflusst; jedoch erhöht sie die Rate an erneuten Kaiserschnitten. Für werdende Mütter, die vaginal entbinden möchten, entsteht also kein Nachteil, wenn die Herztätigkeit des Feten statt über CTG durch intermittierende Herztonüberwachung erfolgt, z. B. mittels Pinard-Rohr oder Dopton. Künstliche Hormone (bei Geburtseinleitung und zur Wehenverstärkung), insbesondere Misoprostol/Prostaglandin, erhöhen die Wahrscheinlichkeit einer Uterusruptur bei VBAC und sollten minimiert werden. Auch kurz aufeinanderfolgende Geburten erhöhen die Wahrscheinlichkeit einer Uterusruptur bei VBAC.
Bei einem erneuten Schnitt wird meist die alte Narbe wieder eröffnet. Eine derbe, unschön verheilte alte Kaiserschnitt-Narbe wird spindelförmig ausgeschnitten, so dass nur eine einzige Narbe zurückbleibt. Ein wiederholter Kaiserschnitt ist für den Operateur meist etwas schwieriger, da wie nach jeder Bauchoperation mit Verwachsungen gerechnet werden muss.

## Geschichte
Schnittentbindungen sind Operationen, die keinen hohen technologischen Entwicklungsgrad voraussetzen, sie konnten daher prinzipiell bereits in frühgeschichtlicher Zeit praktiziert werden. Vereinzelt konnten Ethnologen der Gegenwart solche Operationen bei indigenen Völkern miterleben. Aus schriftlichen Quellen (mesopotamische Keilschrifttafel, römische lex regia von 715 v. Chr.) geht hervor, dass Schnittentbindungen seit der Antike in der indischen und jüdischen Kultur praktiziert worden sein sollen. Dessen ungeachtet ist der Kaiserschnitt in der Antike vermutlich nicht regelmäßig praktiziert worden, weder Soranos von Ephesos (um 100 n. Chr.) noch Galen (2. Jahrhundert) oder Mustio (6. Jahrhundert) verzeichnen diese Methode in ihren Lehrbüchern.
Scipio der Afrikaner soll 185 v. Chr. durch einen Kaiserschnitt geboren worden sein. Dass Julius Caesar selbst durch Kaiserschnitt entbunden worden sei, ist eine Legende, da seine Mutter die Geburt überlebte. Dies kam zur damaligen Zeit bei einem Kaiserschnitt praktisch nicht vor und hätte daher Eingang in die Geschichte gefunden.

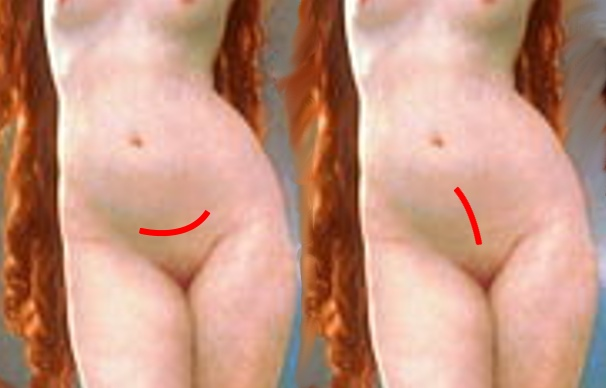
Unterschiedliche Schnittführungen der Laparotomie; linksseitig Pfannenstielschnitt nach Johannes Pfannenstiel und rechtsseitig mediane Unterbauchlaparotomie.

Spätestens ab dem 6. Jahrhundert aber findet sich im Römischen Recht die Verpflichtung, an einer im Sterben liegenden oder soeben verstorbenen Schwangeren einen Kaiserschnitt vorzunehmen, um möglicherweise das Kind zu retten oder es zumindest getrennt beerdigen zu können:
Digesten XI.8.2:

“Negat lex regia mulierem, quae praegnans mortua sit, humari, antequam partus ei excidatur. Qui contra fecerit, spem animantis cum gravida peremisse videtur.”

„Ein königliches Gesetz verbietet, dass eine Frau, die schwanger verstorben ist, beerdigt werde, bevor die Leibesfrucht aus ihr herausgeschnitten wurde. Wer dem zuwiderhandelt, setzt sich dem Vorwurf aus, die Hoffnung auf das Leben [des Kindes] mit der Schwangeren getötet zu haben.“

Dieses Gesetz wird in den Digesten als lex regia, also als Gesetz aus der Königszeit (753–510 v. Chr.), bezeichnet und könnte demnach sehr alt sein. Einige Autoren widersprechen dem und verstehen es als Gesetz christlicher Herkunft, das – angesichts mangelnder Erwähnung in medizinischen Quellen – nur selten angewandt worden sein dürfte.
Im Jahr 1236 findet sich als nächste juristische Erwähnung in einem kirchlichen Statut aus Canterbury die Aufforderung, ein für lebend gehaltenes Kind aus dem Leib der Mutter zu schneiden, falls diese während des Gebärens sterbe. 1310 auf der Synode in Trier wird dies ausformuliert, zugleich aber explizit befohlen: „Kann man annehmen, dass das Kind im Mutterleib schon gestorben sei, so ist Letzterer nicht zu öffnen […]“.
Im Mittelalter wird der Kaiserschnitt sodann zu einem festen Bestandteil von Helden- und Heiligenviten. Der Heilige Raimund Nonnatus, Patron der Schwangeren, Ammen und Kinder, für eine glückliche Entbindung und gegen Wochenbettfieber, trug seinen Beinamen (lateinisch non natus „nicht geboren“), weil er durch einen Kaiserschnitt zur Welt gekommen sein soll.
Bis in die Neuzeit war der Kaiserschnitt jedoch fast immer mit dem Tod der Mutter verbunden. Normalerweise wurde er daher nur an Toten (Sectio in mortua) vorgenommen, zum Beispiel (durch die Hebamme) um das Kind ordnungsgemäß bestatten zu können.
Der erste bekannte erfolgreiche Kaiserschnitt an einer Lebenden wurde im Jahre 1500 in Siegershausen in der Schweiz von dem Schweinekastrierer Jacob Nufer vorgenommen. Seine Frau überlebte die Prozedur nicht nur, sondern brachte im nächsten Jahr auf natürlichem Wege Zwillinge zur Welt. Jedoch wurden erst 80 Jahre später Aufschriebe darüber vom Basler Mediziner Caspar Bauhin verfasst. Ein weiterer Kaiserschnitt an einer Lebenden soll 1540 in Italien von dem Wundarzt Christophe Bain (bekannt vor allem als Christophorus Bainus) durchgeführt worden sein. Später führten französische Chirurgen wie Jacques Guillemeau, ein Schüler von Ambroise Paré, diese Operation (an Toten) durch. Der Mediziner François Rousset (um 1525–1598) schlug 1581 die Durchführung des Kaiserschnitts bei lebenden Schwangeren vor. 1603 soll die Hebamme Marie Colinet in der Schweiz den ersten Kaiserschnitt, bei dem Mutter und Kind überlebten, durchgeführt haben. Inzwischen gibt es jedoch Hinweise darauf, dass bereits 1337 in Prag ein für Mutter und Kind erfolgreicher Kaiserschnitt durchgeführt wurde. Im heutigen Deutschland erfolgte der erste Kaiserschnitt am 21. April 1610 in Wittenberg durch Jeremias Trautmann. Auch der schlesische Chirurg Matthäus Gottfried Purmann berichtete 1692 über vier Kaiserschnittentbindungen an lebenden Patientinnen. 1769 wurde von Joachim Friedrich Henckel der erste Kaiserschnitt im Verlauf der Linea alba durchgeführt. Am 2. Februar 1792 führte Christoph Siebold (Vater von Philipp Franz von Siebold) unter Hinzuziehung seines Vaters Carl Caspar von Siebold in Würzburg einen Kaiserschnitt durch, bei dem das Kind überlebte und die Mutter 25 Stunden später starb. Dem Siegener Arzt und Kreisphysicus Johann Heinrich Schenck (1798–1834) gelang am 2. Juli 1823 in Schneppenkauten die erste von drei Kaiserschnittentbindungen bei der Ehefrau des Hammerschmieds Heupel.
1865 wurde an der kleinwüchsigen Babette Saxer der erste ärztlich dokumentierte Kaiserschnitt im Bürgerspital Basel vorgenommen.
Im Jahr 1876 berichtete der italienische Geburtshilfeprofessor Edoardo Pòrro (1842–1902) über die nach ihm benannte Operation, bei welcher beim Kaiserschnitt auch Gebärmutter und Eierstöcke entfernt werden.

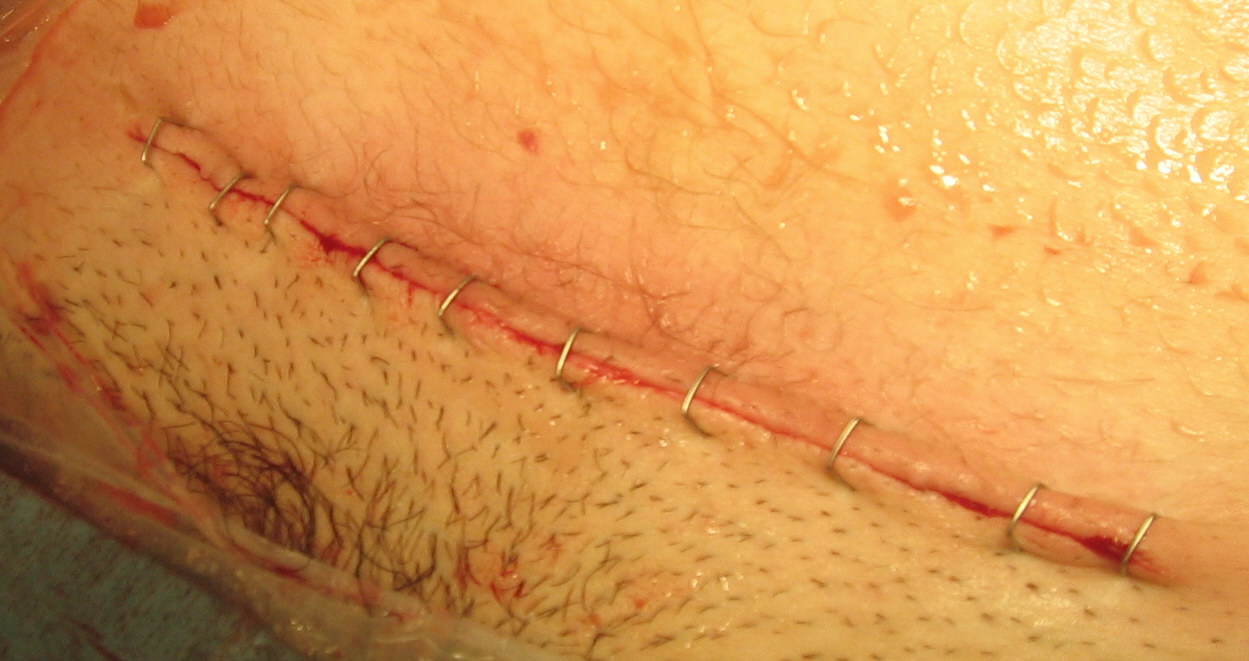
Operationsnarbe eines Pfannenstielschnittes mit chirurgischen Klammern

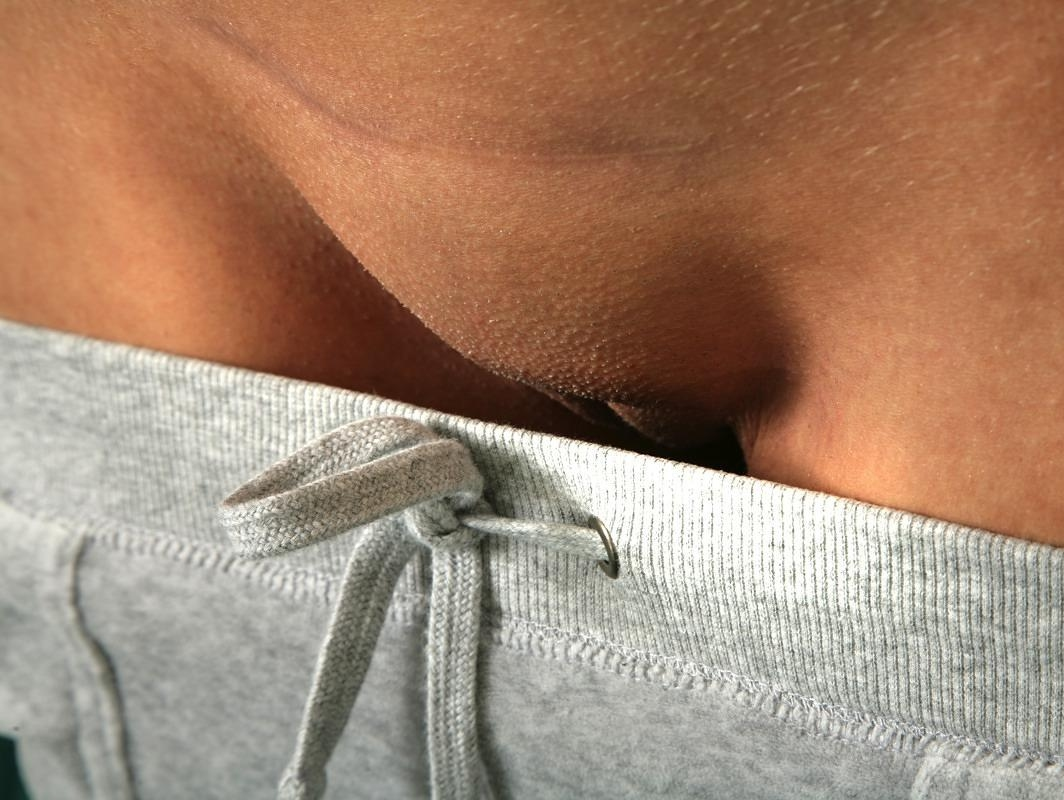
Vollständig verheilte Kaiserschnittnarbe mit Schnittführung nach Pfannenstiel (sogenannter „Pfannenstielschnitt“, Verlauf oberhalb des Mons pubis)

Am 25. September 1881 wurde von Ferdinand Adolf Kehrer in Meckesheim der erste konservative klassische Kaiserschnitt durchgeführt. Diese Kaiserschnittmethode, bei der die Bauchdecke und die Gebärmutter nicht wie bisher üblich von oben nach unten, sondern quer aufgeschnitten werden und danach die Gebärmutter fest mit dem Bauchfellüberzug vernäht wird, war bahnbrechend und wird in der Modifikation nach Hermann Johannes Pfannenstiel, nach dem diese Technik der Eröffnung der Bauchdecke auch benannt ist, auch heute noch überall angewendet. 1882 führte Max Sänger einen zweischichtigen Nahtverschluss der Gebärmutter ein. Im Jahre 1895 berichtete Alfred Dührssen über den vaginalen Kaiserschnitt (die Sectio vaginalis) und um 1906 führte Fritz Frank (1856–1923) einen „cervikalen Kaiserschnitt“ durch. 1929 hatte Max Hirsch auf dem Leipziger Gynäkologenkongress gefordert, die vaginal entbindenen geburtshilflichen Operationen weitgehend durch die Schnittentbindung zu ersetzen. Extraperitoneale Kaiserschnitte wurden bereits in den 1950er Jahren nur noch selten angewandt.

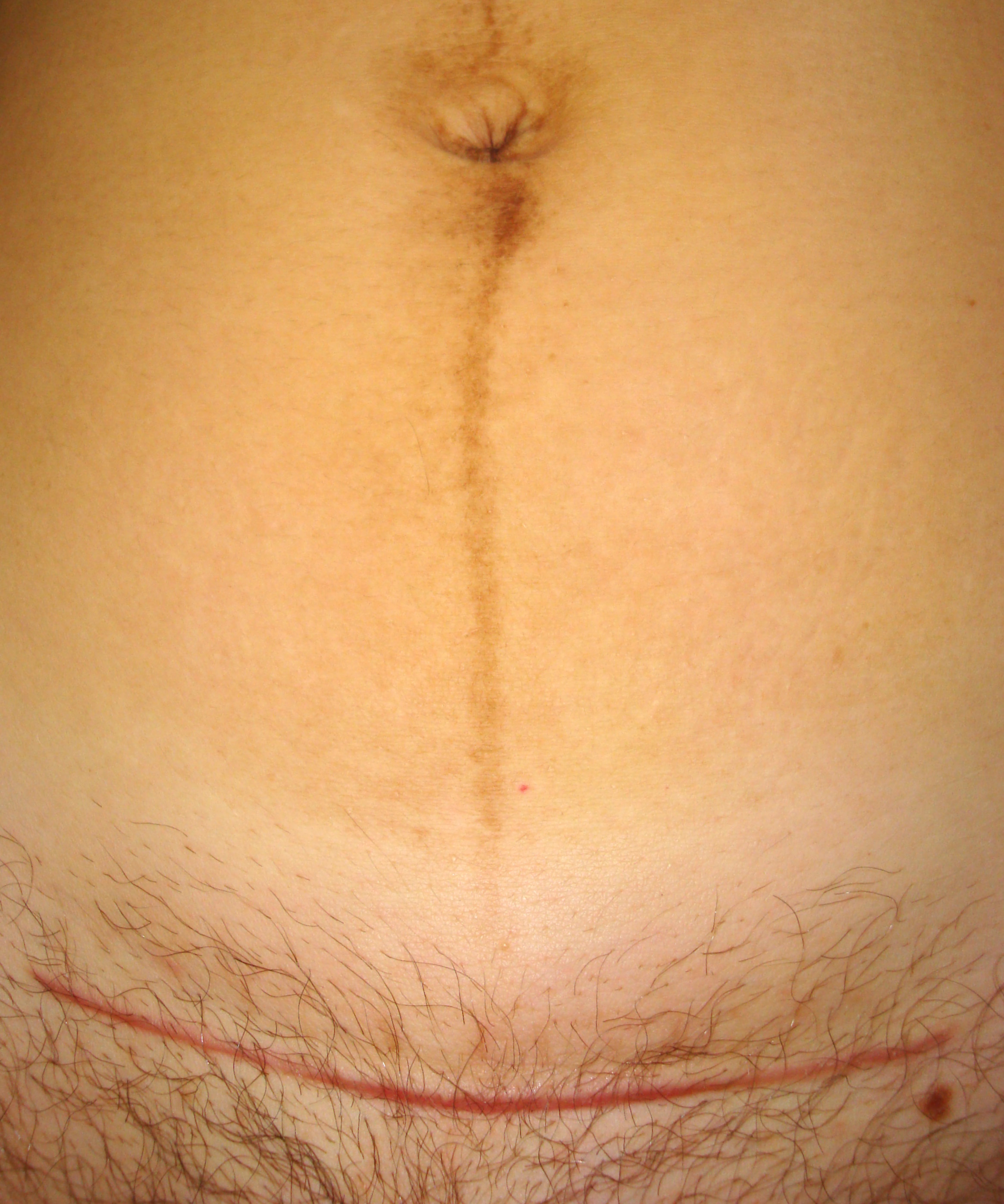
Eine ca. 7 Wochen alte Naht bzw. Operationsnarbe eines Kaiserschnitts mit noch sichtbarer Linea nigra

Die erste allgemeine Kaiserschnittstatistik stellte 1929 der Gynäkologe G. Winter auf. Dank verbesserter Operationstechniken, der Einführung der Asepsis, Fortschritten in der Anästhesie, Bluttransfusionen und Antibiotika konnte die Müttersterblichkeit beim Kaiserschnitt, die in den 80er Jahren des 19. Jahrhunderts noch bei über 80 % lag, auf 0,04 ‰ im Jahr 2005 gesenkt werden. Seit Beginn des 21. Jahrhunderts „konkurriert“ der Kaiserschnitt als Geburtsmodus daher zunehmend mit der natürlichen Geburt (vgl. die Diskussion unter dem Stichwort Wunschkaiserschnitt).
Bei einem Symposium wurde im Juni 2018 die Wiener Grundsatzerklärung zur Spontangeburt präsentiert. Gesundheitsstadtrat Hacker nannte das vorläufige Ziel der Senkung der Kaiserschnittrate von zuletzt 30,4 % bis 2025 auf 25 %. Beratung und Aufklärung der Schwangeren sowie Ausbildung des medizinischen Personals sollen in diese Richtung wirken.

## Gesundheitsökonomie
Eine Klinik in Deutschland erhält für einen Kaiserschnitt ungefähr das Doppelte der Vergütung einer normalen Entbindung, obgleich der Kaiserschnitt geburtshilfliches Personal zeitlich oft kürzer bindet. Weil die natürliche Geburt schlechter bezahlt werde, gebe es auch nicht genügend Personal dafür. „Die Kliniken müssen für eine normale Geburt genauso viel bekommen wie für einen Kaiserschnitt“, fordert etwa Frank Louwen, Universitätsprofessor mit Schwerpunkt Geburtshilfe und Vorstandsmitglied der Deutsche Gesellschaft für Gynäkologie und Geburtshilfe.